# Mimaletis watulekii
Mimaletis watulekii är en fjärilsart som beskrevs av Robert H. Carcasson 1962. Mimaletis watulekii ingår i släktet Mimaletis och familjen mätare. Inga underarter finns listade i Catalogue of Life.